# 藤田早苗
藤田 早苗（ふじた さなえ）は、日本の法学者。エセックス大学法学部・人権センターフェロー。国際人権法の専門家。

## 経歴・活動
大阪府出身。名古屋大学大学院国際開発研究科修了後、イギリスに留学し、エセックス大学で国際人権法修士号（LLM International Human Rights Law）、法学博士号（PhD in Law）を取得した。現在は、同大学の人権センターフェロー。
日本の人権状況向上を切望し、国際社会に日本の人権問題について知らせ、日本に国際人権を伝えるために奔走しているアカデミック・アクティビストである。
特定秘密保護法案（2013年）、共謀罪法案（2017年）を英訳して国連に通報し、その危険性を周知。2016年の国連特別報告者（表現の自由）日本調査実現に尽力。
国際人権法の専門家として国連人権機関に日本の人権状況の情報提供をするとともに、毎年定期的に一時帰国し、全国で大学生や市民、様々な専門家を対象とした講演会やセミナーを行なっている。
2022年には『武器としての国際人権―日本の貧困、報道、差別』（集英社新書）を出版。

## 受賞
2023年日隅一雄・情報流通促進賞奨励賞受賞

## 出演
- デモクラシータイムス　2024年２月26日　「芸能界は人権嫌い？働く人が守られない仕組み」
- ArcTimes 2023年12月24日「ジャニ ーズで露呈した人権後進国・日本／国連SDGsを崇め、国連本体を侮辱する日本の矛盾」
- デモクラシータイムス　2023年3月2日　「日本政府は人権がお嫌い？（藤田早苗×望月衣塑子×南彰）」
- 路上のラジオ　2023年2月3日　「日本の常識は世界の非常識。人権後進国ニッポン」
- BBC World Radio, Digital Planet “Japan tackles online insults”(27 June 2022)
- MBSニュースなラジオ　2019年6月17日『国際社会から日本はどう見える？』
- 自由なラジオ　2017年12月　Critical Friend ~本当の友だちなら、敢えて批判する 国連特別報告者が日本政府に送ったメッセージの本当の意味
- 自由なラジオ　2017年6月13日　日本の人権の危機を国連に通報した！デビッド・ケイ氏が日本に来るきかっけを作った藤田早苗さんを迎えて

## 著書
- 『武器としての国際人権 日本の貧困・報道・差別』（集英社新書, 2022年）ISBN 978-4087212464
- The World Bank, Asian Development Bank and Human Rights: Developing Standards of Transparency, Participation and Accountability (Edward Elgar Publishing, 2013)

## 主要論文

### 英文論文
- "Human Rights in East Asia” in Tun-jen Chng and Yun-han Chu (eds), Handbook on Democratization in East Asia (Routledge, Oxford, Forthcoming 2017).
- “Applying International Human Rights Standards to International Financial Institutions” in Saul Takahashi (ed), Human Rights, Human Security, and National Security: the Intersection (Praeger publishing, California, 2014) pp. 185-210.
- The World Bank, Asian Development Bank and Human Rights: Developing Standards of Transparency, Participation and Accountability (Edward Elgar Publishing, 2013).
- “The Challenges of Human Rights Mainstreaming in the World Bank” International Journal of Human Rights, March 2011, Vol.15, No.3, pp.374-396.

### 和文論文
- 「アカデミック・アクティビストと国連などへの影響―― 特別手続きへの働きかけを中心に」『国際人権』2024年度35号
- 「国際人権から見た日本の入管収容政策と国連人権勧告に対する政府の対応」『法と民主主義』（2023年6月号　No.579）
- 「国連人権機関と福島原発事故被害者の人権」『科学』（岩波書店2019年3月）
- 「第6回自由権規約委員会日本報告書審査における秘密保護法と「情報にアクセスする権利」（自由権規約19条）の問題」日本弁護士連合会 編　『国際人権（自由権）規約第６回日本政府報告書審査の記録』現代人文社（2016年）
- 「英国エセックス大学におけるヒューマン・ライツ教育プログラム」ヒューマン・ライツ教育研究会　編　『ヒューマン・ライツ教育――人権問題を「可視化」する大学の授業』有信堂高文社（2015年）pp.207-226
- 「国際人権法の定める「情報にアクセスする権利」と秘密保護法」『法学セミナー』2014年6月pp.1-5.
- 「国連人権条約から見た秘密保護法の問題性」海渡雄一, 清水勉, 田島泰彦 編『秘密保護法　何が問題か－検証と批判』岩波書店（2014年）pp. 163-175
- 「アジア開発銀行と人権――開発における人権の保障をめぐる現状と課題」勝間靖　編著　『アジアの人権ガバナンス』勁草書房(2011年) pp.99-111.
- 「健康への権利に関する国連の活動の一端　――初代特別報告者ポール・ハント氏の研究と活動」『法律時報』（2009年5月）Vol.81, pp.117-122.
- 「世界銀行と人権の主流化」『国際人権』　19号（2008年）pp.124-130
- 「発展の権利についての『コンセンサス』の成立とその意義―発展の権利実施過程分析の前提としてー」『国際開発研究フォーラム』15号（2000年3月）pp.99-116

### 季刊誌等寄稿記事
- 「メディアの人権意識はなぜ欠如しているのか――国際人権と英国からの視点」『地平』2024年9月号

- 「国際人権から見た日本の問題：技能実習制度等への国連人権勧告と本来の人権教育」建設労働のひろば　2024年4月（130号）
- 「Japan and International Human Rights (日本と国際人権)」ハーパーズ バザー(Harper's BAZAAR　Japan)2024年４月号
- 「知っておきたい人権のこと」YWCA機関紙2023年10月号
- 「入管問題は人権保障のバロメーター」『はらっぱ』2023年9月号
- 「緊急事態を理由に報道が大本営発表化する危険性」『週刊金曜日』2020年5月1日
- 「国連VS日本政府～「表現の自由」国連特別報告者の政府とメディアへの勧告をめぐって～」『放送レポート282号』（2020年1月）
- 「秘密保護法は国際人権規約違反である」『マスコミ市民.』No 541 （2014年2月）pp. 38-41
- 「肌で感じたアジア・太平洋　ラオス雑感」国際人権ひろば No.99　2011年09月発行号
- 「健康への権利とは―　元国連等別報告者に聞く」『国際人権　ひろばーHURIGHT　OSAKA　NEWS　LETTER』　No.85　（2009年5月）pp.8-9

## 翻訳
- マイケル・フリーマン著　『コンセプトとしての人権　―　その多角的思考』8章, 謝辞 担当　現代人文社　（2016年）

## 寄稿記事

### 新聞
- （私の視点）「国連特別報告者　人権、“友人”として提言」朝日新聞　2017年9月21日
- 「人権勧告を守る政府の義務」秋田魁新聞　2016年12月8日
- 秘密保護法・いわねばならないこと「条約と秘密―矛盾」　東京新聞2014年4月11日

### ネット
アジアプレス寄稿記事一覧

### 英文寄稿
- Growing the Human Rights movement in Japan　ESSEX BLOGS　10 October 2023
- How my book is educating the people of Japan on human rights　ESSEX BLOGS　03 October 2023
- My campaign for better Human Rights in Japan　ESSEX BLOGS　25 September 2023
- Japan’s blurred vision of media freedom　Centre for Freedom of the Media　28 October 2018
- Recap of UN Special Rapporteur on Freedom of Expression’s Mission to Japan　5 October 2016 Human Rights Centre Blog, University of Essex

2020年以前の寄稿は、外部サイト「藤田早苗さんの論考・インタビュー記事・寄稿等」ー日本の表現の自由を伝える会ーを参照。

## インタビュー記事

### 新聞
- 「進まぬ夫婦別姓「恥だ」　国連女性差別撤廃委の勧告　人権研究者に聞く」　毎日新聞　2024年11月30日
- （交論）分断を超えるには　上杉勇司さん、藤田早苗さん　2024年1月10日 朝日新聞
- 人権とは「思いやり」ではない　異質な人への尊厳を大切にするために　2024年1月7日 朝日新聞　聞き手 編集委員・豊秀一
- ひと　藤田早苗さん＝人権は「思いやり」ではないと訴える研究者　2023年2月28日　毎日新聞　東京朝刊
- 「入管施策は人権保障のバロメーター」　朝日新聞　2021年5月23日

### ネット・雑誌
- 「人権」と「思いやり」は別物？藤田早苗さんが語る「国際人権」日刊ベリタ　2025年03月31日
- 日本はなぜ「人権後進国」なのか　toibito　2025年.３月11日
- 「人権とは、人間らしく生きていくために欠かせないもの　 歴史の失敗を踏まえて人権がある」マスコミ市民2023年12月（No659）
- 「人権」を軽視する日本社会～「ジャニーズ問題」にも言及？！国連の声明・勧告は何を意味するのか。　2023/11/09　imidas 構成・文／仲藤里美
- 「権利を主張することは「わがまま」ではない。国際人権法の専門家・藤田早苗さんに聞く「人権」について」こここ 2023/08/07
- 私たちの人権は「わがまま」ではない。耳が痛いアドバイスを聞き入れ「人権のレンズ」で物事を見る　2023.6.21 mi-mollet
- 人権は誰が守る？日本は人権後進国？今こそ知っておきたい「人権とは何なのか」　2023.6.20 mi-mollet
- 人権は〝思いやり〟じゃないんです 日本に足りない人権意識と「クリティカルフレンド」　VERY NaVY 2023年6月号

- 「国際人権法からみた日本の入管収容問題」ビッグイシュー2023年4月15日（No453）
- 対談　日本人はなぜ「人権」という言葉が苦手なのか　藤田早苗×谷口真由美　対談　2023年1月25日　集英社新書プラス
- 対談　メディアの「無知」が引き起こす人権後進国・日本　藤田早苗×南彰 対談　2023年1月11日　集英社新書プラス
- 対談「思いやり」に頼らない「人権」という視点　藤田早苗×中野晃一　2022年12月16日　集英社新書プラス
- 国際人権法から見た､原発避難者政策の問題点　国連特別報告者が日本政府の人権対応を批判　2022年11月22日 東洋経済ONLINE

## 藤田早苗著『武器としての国際人権　日本の貧困、報道、差別』　書評・紹介
- 評者　小川玲子　（千葉大学教授）『THINK Lobby』2025年. Vol.3
- 評者　新倉修　（青山学院大学名誉教授）　『法と民主主義』2023年11月号
- 評者　窪誠　（大阪産業大学教授）『部落解放』　2023年6月号
- 評者　清末愛沙　（室蘭工業大学院教授）　しんぶん赤旗　2023年3月12日
- 評者　谷口洋幸（青山学院大学教授）　東京新聞　2023年2月19日
- 今週の本棚　　毎日新聞　2023年2月18日
- 週刊エコノミスト　2023年1月13日